# Институт Хюбрехта
Институт Хюбрехта (нидерл. Hubrecht Instituut) — научно-исследовательский институт Нидерландской королевской академии наук. Назван в честь нидерландского зоолога и эмбриолога Амброзиуса Хюбрехта (1853—1915). Основные направления исследований — биология развития и исследование стволовых клеток.

## История
В 1916 после смерти профессора зоологии Утрехтского университета Амброзиуса Хюбрехта было решено организовать в его доме лабораторию его имени. В 1960-х годах лаборатория Хюбрехта переезжает в новое здание в районе Уитхоф (сейчас Научный парк Утрехта). Здесь были сделаны несколько важных достижений в биологии развития, в частности, новаторская работа Питера Ньюкупа (нидерл. Pieter Nieuwkoop), после которых область зародыша называли «центр Ньюкупа».
В 2007 году название было изменено на Институт Хюбрехта.

## Исследования
В институте работают 19 независимых исследовательских групп (в общей сложности около 220 сотрудников).
Институт тесно сотрудничает с Университетским медицинским центром Утрехта, находящимся в том же здании.